# Barugo
Barugo ist eine philippinische Stadtgemeinde in der Provinz Leyte auf der Insel Leyte. Sie hat 32.745 Einwohner (Zensus 1. August 2015), die in 37 Barangays leben. Die Gemeinde wird als teilweise urban beschrieben und gehört zur vierten Einkommensklasse der Gemeinden auf den Philippinen. Ihre Nachbargemeinden sind Carigara im Westen, San Miguel im Osten und Tunga im Süden. Im Norden grenzt die Gemeinde an die Bucht von Carigara, die eine Bucht in der Samar-See ist. 

## Baranggays
| - Abango - Amahit - Balire - Balud - Bukid - Bulod - Busay - Cabarasan - Cabolo-an - Calingcaguing - Can-isak - Canomantag - Cuta | - Domogdog - Duka - Guindaohan - Hiagsam - Hilaba - Hinugayan - Ibag - Minuhang - Minuswang - Pikas - Pitogo - Poblacion Dist. I | - Poblacion Dist. II - Poblacion Dist. III - Poblacion Dist. IV - Poblacion Dist. V - Poblacion Dist. VI (New Road) - Pongso - Roosevelt - San Isidro - San Roque - Santa Rosa - Santarin - Tutug-an |